# نیلز پیتر لوئیس-هانسن
نیلز پیتر لوئیس-هانسن (انگلیسی: Niels Peter Louis-Hansen؛ زادهٔ ۱۹۴۴) کارآفرین و سرمایه‌دار اهل دانمارک است، که بعنوان رئیس هیئت مدیره شرکت کولوپلاست فعالیت می‌کند.